# Réseau express régional de Lagos
Le RER de Lagos (Lagos Light Rail) est un système de transport léger sur rail à Lagos, au Nigeria, La ligne bleue a ouvert le 4 septembre 2023 et la ligne rouge le 29 février 2024,.

## Généralités
Le RER est planifié par la Lagos Metropolitan Area Transport Authority (LAMATA) et devrait comporter sept lignes au total. L'ensemble de l'infrastructure et du matériel roulant devrait être mis à disposition par des entreprises concessionnaires. La LAMATA est l'autorité de surveillance du système et l'opérateur doit également assurer l'alimentation électrique du train. La construction du RER de Lagos repose sur une étude préliminaire réalisée par Alstom SA France en 2018.

## Ligne bleue (Blue Line)
La ligne bleue va d'Okokomaiko à Marina.

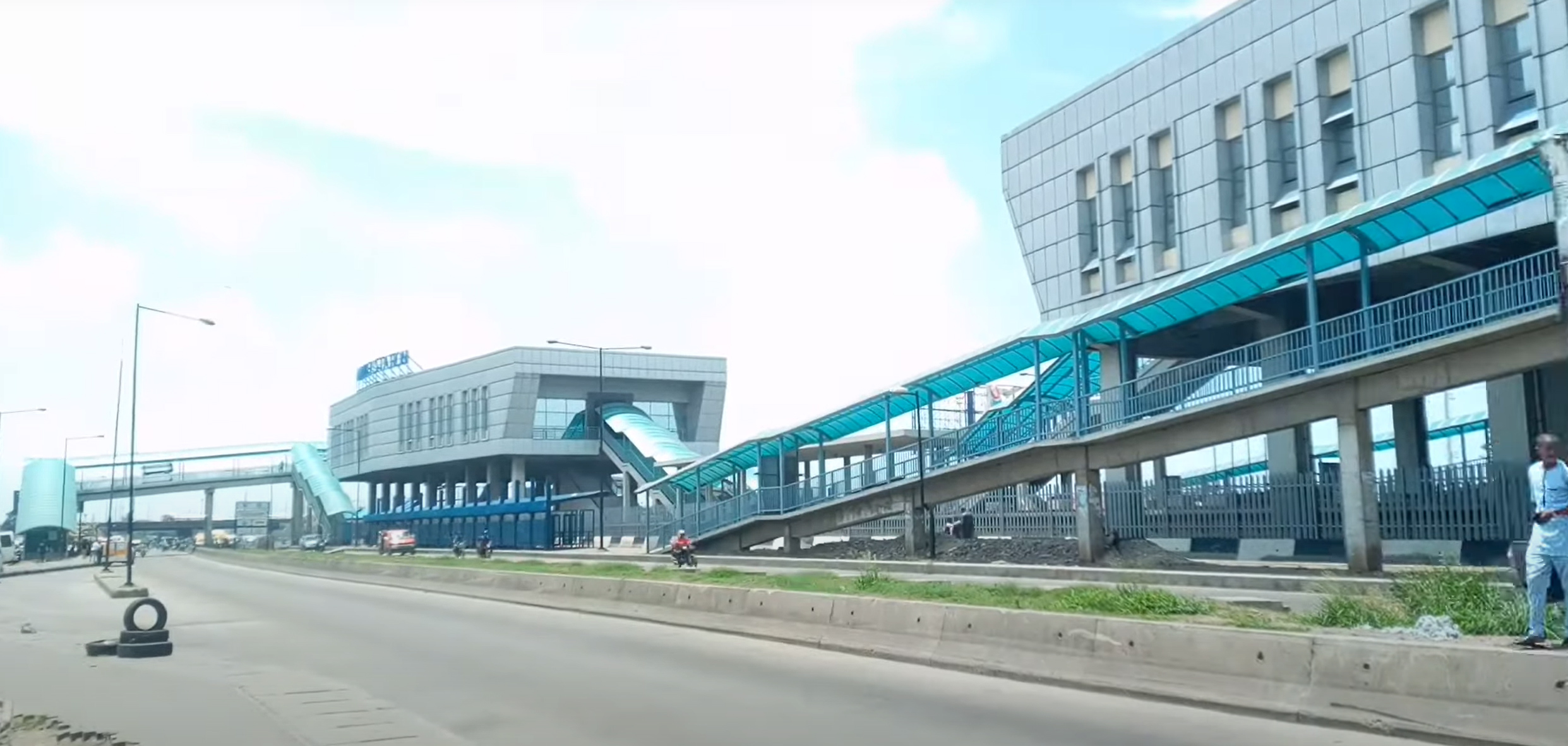
Station Mile 2, le prototype de nombreuses stations de la Ligne Bleue

L'entreprise de construction China Civil Engineering Construction Corporation a été chargée en 2018 de la construction de la ligne bleue. Cette ligne doit être longue de 27,5 km et s'étendre de Marina à Okokomaiko. Au total, 13 arrêts seront aménagés. La durée totale du trajet devrait être de 35 minutes. La ligne sera construite comme un moyen de transport de masse sur rail à propulsion électrique. La majeure partie de la ligne sera aérienne, d'est en ouest. Le terre-plein central de la Badagry Expressway aménagée sera utilisé entre la Igbo-Elerin Road à Okokomaiko et Iganmu. De là, elle prend la forme d'un RER aérien sur le côté sud de la voie rapide, en passant par le carrefour Eric Moore Road. Par la suite, la ligne passe au sud du Théâtre national jusqu'à Iddo. De là, elle continue vers l'île de Lagos où elle se termine à Marina. Le dépôt de la ligne sera installé à Okokomaiko. Celui-ci sera relié à la ligne bleue par une voie de service. L'ensemble de la ligne disposera d'une voie entièrement séparée et ne comportera que des croisements sans dénivellation. L'ensemble de la ligne est financé par le budget de l'État de Lagos. L'exploitation de la ligne fait actuellement l'objet d'un appel d'offres.
L'ouverture du premier tronçon a été annoncée pour le dernier trimestre 2022. La plupart des piliers sont en place, les entretoises sont posées et le premier étage de la plupart des arrêts a déjà été atteint (situation en janvier 2022).
Le 25 avril 2022, le gouverneur de Lagos a annoncé que la phase 1 de la Blue Line était achevée à 90%. La date de livraison est prévue pour le premier trimestre 2023. Le gouverneur a appelé les citoyens à ne plus marcher sur les rails, puisque ceux-ci sont électrifiés. Des images dans les médias sociaux montrent le gouverneur dans le cockpit d'un train lors d'un essai.
L'Agence française de développement participe (AFD) au financement et à la mise en œuvre technique de la Ligne bleue (phase 1).
Le 4 septembre 2023, le gouverneur Babajide Sanwo-Olu a officiellement ouvert le transport Blue Rail à l'usage du public.

## Ligne rouge (Red line)
La deuxième ligne, rouge, va de Marina à Agbado.

Cette ligne utilise également le corridor de 30 mètres de large de la Nigerian Railway Corporation (NRC), la ligne du Lightrail occupant la moitié est du corridor. Une ligne à deux voies à écartement normal de la NRC y a été mise en service en 2021. Cependant, pour pouvoir utiliser la totalité du corridor de 30 mètres, il a d'abord fallu déplacer un grand nombre de personnes qui tenaient des commerces et habitaient parfois dans la zone du corridor. Dans le corridor, il a également fallu rénover le drainage et le corps de la voie. Une grande partie des arrêts a dû être reconstruite, car les gares actuelles ne sont pas adaptées au Light Rail,.

## Trains

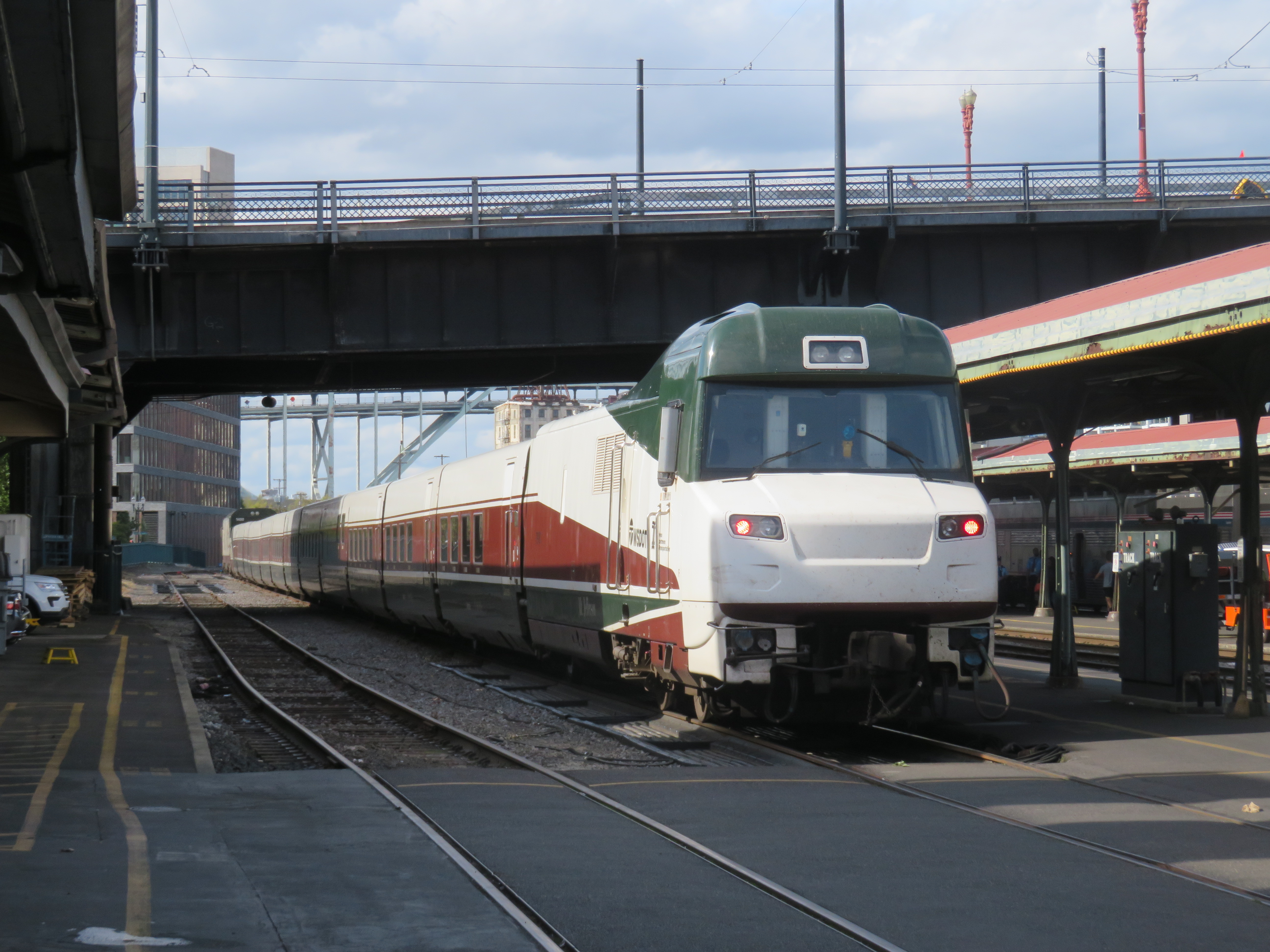
Voiture à compartiments Talgo 8.

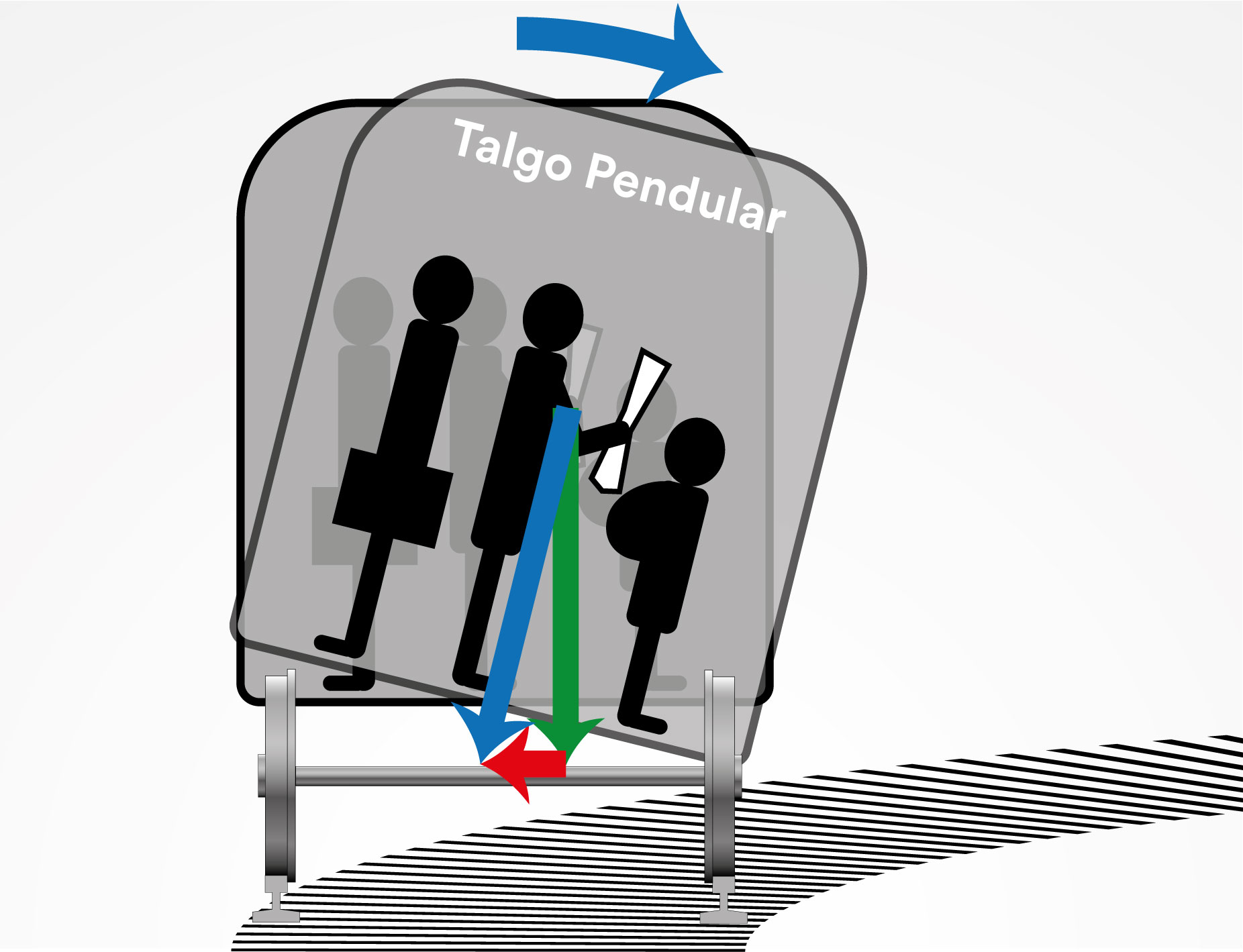
Fonctionnement des voitures Pendulaires.

Le 19 janvier 2022, le gouvernement de l'État de Lagos a fait l'acquisition de deux ensembles de trains modèle 8 de 10 compartiments chacun auprès de Talgo Inc pour la ligne rouge.
Les deux trains avaient été initialement construits par Talgo pour le service rapide entre Madison et Milwaukee (États-Unis), mais ont été annulés sous le gouverneur Scott Walker (Wisconsin, R).
Les voitures Talgo 8 sont basées sur la technologie unique du modèle Talgo Pendular, qui s'incline dans les courbes (un peu comme un cycliste), ce qui permet de réduire les forces centrifuges et d'améliorer le confort des passagers lorsqu'ils voyagent sur une ligne sinueuse,.
L'inclinaison du compartiment est passive, c'est-à-dire qu'elle se fait uniquement par la force résultante, sans électronique, capteurs ou moteurs. Cela rend les modèles Pendular particulièrement adaptés au transport ferroviaire urbain.